# Andrei Artean
Andrei Viorel Artean (sinh ngày 14 tháng 8 năm 1993) là một cầu thủ bóng đá người România thi đấu cho Poli Timișoara ở vị trí tiền vệ trung tâm.

## Sự nghiệp câu lạc bộ
Sau khi thi đấu tại FC Politehnica Timișoara, Artean ở lại câu lạc bộ mà được thành lập năm 2012, đổi tên thành ACS Poli Timișoara. Sau khi có màn ra mắt ở giải hạng hai cho đội bóng tại mùa giải 2012-2013, anh được cho mượn 2 năm đến FC Caransebeș. Sau đó tiền vệ này trở lại Poli vào mùa hè năm 2015 và đá trận đầu tiên tại Liga I trước ASA 2013 Târgu Mureș.